# CamScanner
CamScanner é um aplicativo móvel de origem chinesa que lançado pela primeira vez em 2011 que permite que dispositivos de Sistema Operacional de celurar iOS e Android para que possam ser usados como um sistema de scanners de imagens. Ele permite que os usuários "digitalizem documentos" (tirando uma foto usando a câmera do dispositivo e editando para melhorias) e compartilhem/usem a foto como arquivo JPEG ou arquivo PDF. O aplicativo está disponível gratuitamente na Google Play Store e na Apple App Store. O aplicativo é baseado no modelo de uso freemium, com uma versão gratuita suportada por anúncios e uma versão premium com algumas funções adicionais.

## Histórico
Em 27 de agosto de 2019, a empresa russa de segurança cibernética Kaspersky Lab descobriu que versões recentes do aplicativo Android distribuíam uma biblioteca de publicidade contendo um Trojan Dropper, que também estava incluído em alguns aplicativos pré-instalados em grande quantidade e variedades de celulares chineses. A biblioteca de publicidade descriptografa um arquivo Zip que posteriormente poderia baixar arquivos adicionais de servidores controlados por hackers, permitindo que os mesmos possam controlar o dispositivo, inclusive exibindo um sistema de publicidade intrusiva ou cobrando por assinaturas pagas. A Google retirar o aplicativo da sua lojas de do ar depois que a Kaspersky relatou suas descobertas. A controladora do aplicativo lançou uma versão atualizada do aplicativo sem a biblioteca de publicidade na Google Play Store em 5 de setembro de 2019. A Kaspersky posteriormente reconheceu mais tarde: "Agradecemos a disposição de cooperação que vimos dos representantes do CamScanner, bem como a atitude responsável em relação à segurança do usuário que demonstraram ao eliminar a ameaça... Os módulos maliciosos foram removidos do aplicativo imediatamente após o aviso da Kaspersky, e o Google Play restaurou o aplicativo."
Em Junho de 2020, como medida punitiva por causa das tensões ao longo da Linha de Controlo Real entre a China e a Índia continuavam, o Governo da Índia decidiu proibir 118 aplicações chinesas, incluindo o TikTok e o CamScanner, citando como argumento para isso as questões de duvida sobre dados e privacidade.
Em 5 de janeiro de 2021, o ex-presidente dos EUA, Donald Trump, assinou a Ordem Executiva 13971 proibindo Alipay, QQ da Tencent, QQ Wallet, WeChat Pay, CamScanner, Shareit, VMate e WPS Office de realizar transações monetárias nos EUA. A administração de Trump explicou este ato dizendo que esta medida ajuda a evitar informações pessoais, como mensagens de texto, chamadas telefônicas e fotos sejam recolhidas de rivais. No entanto, a administração Biden não cumpriu o prazo de fevereiro de 2021 para implementar a ordem executiva, permitindo que esses aplicativos operassem nos EUA e revogou a ordem anterior, a Ordem Executiva 14.034, de 9 de junho de 2021.

## Características

### Digitalizar documentos
O aplicativo permite fazer a digitalização de documentos tirando uma foto com a câmera do telefone. Reconhecimento óptico de caracteres (OCR)
Ele faz a ação de cortar e endireitar automaticamente as imagens digitalizadas e também permite remover o ruído de fundo das imagens.

### Edição de documentos
Os usuários podem fazer anotações, colocar marcas d'água, colocar assinaturas na digitalização ou documentos importados da pasta local. O aplicativo também permite que o usuário adicione senhas para proteger seus arquivos antes de compartilhá-los por e-mail, fax ou mídia social.

### Conversão de Arquivo PDF
O CamScanner oferece suporte a uma grande variedade de conversões de formatos, incluindo conversão de PDF para Word, Excel, PPT, JPG e vice-versa.